# Torneo de Nueva York 2020
El New York Open 2020 fue un evento de tenis profesional de la categoría ATP 250 que se jugó en pistas duras. Se trató de la 3.a edición del torneo que forma parte del ATP Tour 2020. Se disputó en Nueva York, Estados Unidos del 10 al 16 de febrero de 2020 en el Nassau Veterans Memorial Coliseum.

## Distribución de puntos
| Modalidad            | Campeón | Finalista | Semifinales | Cuartos de final | 2ª ronda | 1ª ronda | Clasificados | 2ª ronda de clasificación | 1ª ronda de clasificación |
| Individual masculino | 250     | 165       | 100         | 50               | 25       | 0        | 13           | 7                         | 0                         |
| Dobles masculino     | 250     | 150       | 90          | 45               | 20       | 0        | -            | -                         | -                         |

## Cabezas de serie

### Individuales masculino
| Tenista           | Ranking | Preclasificado |
| John Isner        | 18      | 1              |
| Milos Raonic      | 32      | 2              |
| Reilly Opelka     | 38      | 3              |
| Ugo Humbert       | 43      | 4              |
| Tennys Sandgren   | 56      | 5              |
| Miomir Kecmanović | 57      | 6              |
| Cameron Norrie    | 61      | 7              |
| Kyle Edmund       | 64      | 8              |

- Ranking del 3 de febrero de 2020.[2]

### Dobles masculino
| Tenistas                      | Ranking | Preclasificado |
| Austin Krajicek Franko Škugor | 76      | 1              |
| Santiago González Ken Skupski | 86      | 2              |
| Marcus Daniell Philipp Oswald | 91      | 3              |
| Luke Bambridge Ben McLachlan  | 94      | 4              |

## Campeones

### Individual masculino
Kyle Edmund venció a  Andreas Seppi por 7-5, 6-1

### Dobles masculino
Dominic Inglot /  Aisam-ul-Haq Qureshi vencieron a  Steve Johnson /  Reilly Opelka por 7-6(7-5), 7-6(8-6)